# Мальцев, Константин Савельевич
Константин Савельевич Мальцев (6 мая 1915, с. Крюково, Курская губерния — 27 августа 1948, Туркменская ССР) — Гвардии капитан Советской Армии, участник Великой Отечественной войны, Герой Советского Союза (1946).

## Биография
Родился 6 мая 1915 года в селе Крюково (ныне — Борисовский район Белгородской области).
После окончания восьми классов школы и школы фабрично-заводского ученичества работал токарем. В 1936 году Мальцев был призван на службу в Рабоче-крестьянскую Красную Армию. В 1937 году он окончил Борисоглебскую военную авиационную школу пилотов.
С мая 1944 года — на фронтах Великой Отечественной войны. Принимал участие в Яссо-Кишинёвской стратегической операции (20-29 августа 1944 г.), Дебреценской наступательной операции (2-27 октября 1944 г.), Будапештской (29 октября 1944 г. —13 февраля 1945 г.), Венской (16 марта — 15 апреля 1945 г.), Пражской (6 — 11 мая 1945 г.) стратегических операциях.
К началу апреля 1945 года гвардии капитан Константин Мальцев командовал эскадрильей 177-го гвардейского истребительного авиаполка 14-й гвардейской истребительной авиадивизии 3-го гвардейского истребительного авиационного корпуса 5-й воздушной армии 2-го Украинского фронта. К тому времени он совершил 221 боевой вылет, принял участие в 32 воздушных боях, сбив 19 вражеских самолётов лично и ещё 1 — в составе группы.
Указом Президиума Верховного Совета СССР от 15 мая 1946 года за «мужество и героизм, проявленные в воздушных боях», гвардии капитан Константин Мальцев был удостоен высокого звания Героя Советского Союза с вручением ордена Ленина и медали «Золотая Звезда» за номером 8964.
После окончания войны Мальцев продолжил службу в Советской Армии. С 1947 года служил в городе Кизил-Арват Туркменской ССР. Трагически погиб в авиационной катастрофе, уводя неисправный самолет от города, 27 августа 1948 года.

## Награды
Награждён тремя орденами Красного Знамени (5 октября 1944 года, 14 ноября 1944 года, 22 февраля 1945 года) , орденом Александра Невского (29 августа 1945 года).

## Память
29 августа 2014 года в селе Крюково Борисовского района Белгородской области по инициативе местных жителей был установлен бюст прославленного земляка, Героя Советского Союза, летчика-испытателя Константина Савельевича Мальцева.